# José Trinidad Fernández
José Trinidad Fernández Angulo, es un obispo católico, ejerciendo como Obispo de Trujillo y actual secretario general de la Conferencia Episcopal Venezolana.

## Biografía
Nació el 24 de mayo de 1964 en la ciudad de Mérida.

### Estudios y títulos obtenidos
- Teología en el Instituto Universitario Eclesiástico de "Santo Tomás de Aquino" en la diócesis de San Cristóbal.
- Licenciatura en Filosofía en la Pontificia Universidad Gregoriana de Roma.

### Sacerdote
Fue ordenado presbítero el 30 de julio de 1989.

#### Cargos
En la Arquidiócesis de Merida (Venezuela)
- Profesor en el Seminario Menor.
- Asesor de la pastoral juvenil y vocacional.
- Director de estudios Seminario Mayor.
- Vicerrector del Seminario Mayor.

En la Arquidiócesis de Caracas
- Vicerrector del Seminario de San José.
- Vicerrector del Seminario Mayor de Filosofía de Santa Rosa de Lima.
- Director de investigación de la Universidad de Santa Rosa de Lima
- Rector del Seminario Mayor  Santa Rosa de Lima en El Hatillo.

## Episcopado

### Obispo Auxiliar de Caracas
El papa Francisco lo nombró obispo titular de Pumentum y Obispo Auxiliar de la Arquidiócesis de Caracas, el 17 de abril de 2014.
Recibió la ordenación episcopal el 6 de julio de 2014, en la catedral de Caracas.
- Consagrante principal:
  - Jorge Liberato Urosa Savino, (Arzobispo de Caracas)
- Concelebrantes asistentes:
- Baltazar Enrique Porras Cardozo, (Arzobispo de Mérida)
- Diego Rafael Padrón Sánchez, (Arzobispo de Cumaná y Presidente de la CEV)

### Obispo de Trujillo
El Papa Francisco lo nombró V Obispo de la Diócesis de Trujillo, el 15 de julio del año 2021.

Tomó posesión como obispo de Trujillo el viernes 8 de octubre de 2021 en la Catedral de dicha ciudad.
Sucedió al Excmo. Mons. Cástor Oswaldo Azuaje Pérez, fallecido el 8 de enero de 2021, a causa del Covid-19.